# Ciclo di Baal
Il Ciclo di Baal è un testo della mitologia ugaritica. Si compone di un gruppo di sei tavolette rinvenute in stato frammentario, nella "casa del Sommo Sacerdote". Il testo narra dell'ascensione del dio Baal al regno dei cieli come re degli dei. È stato scritto da uno scriba di nome milkou-ilu, che visse durante il regno di Niqmaddou II. Solo metà del mito è stato ricostruito dai frammenti.

## Storia
La prima parte del ciclo è sconosciuto, poiché i pezzi delle tavole d'argilla sono andati perduti. Il testo restaurato inizia con la decisione del sommo dio El, di lasciare il trono divino al suo figlio prediletto Yam, dio degli abissi marini. Baal si oppone, e per questo viene imprigionato da Yam nel suo palazzo. Ma in suo aiuto giunge il dio Kothar, che lo libera. Una volta libero, Baal affronta il dio marino, e con l'aiuto della sorella e moglie Anat, stordisce e addormenta Yam, relegandolo così negli abissi oceanici.
Uscito vittorioso dallo scontro, Baal viene dichiarato re degli dei. Richiede quindi la costruzione di un grande palazzo degno della sua grandezza, ordinando che questo venga costruito sul monte Saphon (oggi Jebel Aqra).
Una volta completato il suo maestoso palazzo, Baal dà una festa alla quale sono invitati tutti gli dei. Unico che si rifiuta di partecipare, è il dio Mot, signore della morte e degli inferi, che rifiuta di riconoscere la regalità di Baal. Il loro scontro copre l'ultima parte della storia.
Baal si reca negli inferi per sfidare il fratello ribelle, ma viene sconfitto e imprigionato. A causa della sua improvvisa scomparsa, gli altri dei credono che sia morto. La sua assenza determina la cessazione della pioggia, e l'arrivo di una forte siccità, facendo perdere fede negli dei agli uomini. Così Anat, sorella di Baal, e Shapash, la dea del sole, partono in cerca di Baal. Anat discende negli inferi, dove affronta e sconfigge Mot. Baal viene liberato, e affronta di nuovo Mot in un'epica battaglia, ma i due dei si equivalgono in potenza e nessuno esce vincitore dallo scontro. Alla fine, Mot riconosce il dominio di Baal sulla Terra e lo fa uscire dagli Inferi. Baal è divenuto così re indiscusso degli dei.

## Interpretazione
Il Mito è probabilmente legato alle stagioni del ciclo agrario. Infatti, Baal è il portatore delle piogge benigne che irrigano i campi e fanno fiorire i deserti; Mot rappresenta la siccità e il periodo della prigionia di Baal negli inferi, rappresenta il duro periodo della stagione secca. La battaglia tra Baal e Yam invece, rappresenta la vittoria dell'ordine, sulle potenze primordiali del Caos, probabilmente a memoria storica di un antico cataclisma legato alle acque marine (magari lo stesso diluvio universale). Quest'ultimo tema era stato già presentato dagli altri popoli mesopotamici con miti analoghi, come la battaglia di Marduk / Bel contro la mostruosa Tiamat (il mare).